# POWER6
POWER5 POWER7
Le POWER6 est un microprocesseur développé par IBM. Il a succédé au POWER5+, et est disponible depuis le 8 juin 2007. Il est gravé en technologie CMOS 65 nm, et ses fréquences d'horloge sont étagées entre 3,6 GHz et 5 GHz.

## Description
Le POWER6 est un processeur double cœur, et chaque cœur fonctionne en multithreading à deux voies. Il a environ 790 millions de transistors sur 341 mm2. Chaque cœur dispose de 64 ko de cache et 4 Mio de cache L2. Une évolution du POWER6, le POWER6+, a été commercialisée en 2009.

## Caractéristiques principales
- Technologie 65 nm SOI
- Double cœur + double thread
- 2 x 64 Ko de cache L1D
- 2 x 4 Mo de cache L2
- 32 Mo de cache L3
- Bande passante totale de 300 Go/s
- Support hardware du binary-coded decimal (BCD)
- Support d'AltiVec
- Topologie du bus système améliorée
- Correction d'erreurs d'un niveau inégalé
- Boîtier MCM qui groupe 4 processeurs POWER6 sur un seul socket (8 cœurs)

## Gammes de serveurs
Les processeurs POWER6 et POWER6+ sont disponibles sur la gamme de serveurs IBM :
- IBM Blade Servers : JS12 - JS22 - JS23 - JS43
- IBM Power Servers : Power 520 - Power 550 - Power 560 - Power 570 - Power 575 - Power 595
- System p : 520 - 550 - 570 - 575
- System i : 570

| Nom         | Nombre de sockets | Nombre de coeurs | Fréquence (GHz) |
| ----------- | ----------------- | ---------------- | --------------- |
| 520 Express | 2                 | 4                | 4,2 ou 4,7      |
| 550 Express | 4                 | 8                | 4,2 ou 5,0      |
| 560 Express | 8                 | 16               | 3,6             |
| 570         | 8                 | 16               | 4,4 ou 5,0      |
| 570         | 16                | 32               | 4,2             |
| 575         | 16                | 32               | 4,7             |
| 595         | 32                | 64               | 4,2 ou 5,0      |

Il existe aussi des POWER6 pour les serveurs lame :
| Nom              | Nombre de sockets | Nombre de coeurs | Fréquence (GHz) |
| ---------------- | ----------------- | ---------------- | --------------- |
| BladeCenter JS12 | 1                 | 2                | 3,8             |
| BladeCenter JS22 | 1                 | 4                | 4,0             |
| BladeCenter JS23 | 1                 | 4                | 4,2             |
| BladeCenter JS43 | 2                 | 8                | 4,2             |

## Correspondance modèles et fréquence processeur
| Fréquence (GHz) POWER6 | JS12 / JS22 | 520 / Power 520 | 550 / Power 550 | 570 / Power 570 | 575 / Power 575 | Power 595 |
| ---------------------- | ----------- | --------------- | --------------- | --------------- | --------------- | --------- |
| 3,5                    |             |                 | X               | X               |                 |           |
| 3,8                    | X           |                 |                 |                 |                 |           |
| 4,0                    | X           |                 |                 |                 |                 |           |
| 4,2                    |             | X               | X               | X               |                 | X         |
| 4,7                    |             |                 |                 | X               | X               |           |
| 5,0                    |             |                 |                 |                 |                 | X         |

| Fréquence (GHz) POWER6+ | JS23 / JS43 | Power 520 | Power 550 | Power 560 | Power 570 |
| ----------------------- | ----------- | --------- | --------- | --------- | --------- |
| 3,6                     |             |           |           | X         |           |
| 4,2                     | X           |           |           |           |           |
| 4,2 QCM                 |             |           |           |           | X         |
| 4,4                     |             |           |           |           | X         |
| 4,7                     |             | X         |           |           |           |
| 5,0                     |             |           | X         |           | X         |